# محوطه چشمه رییسی ۱
محوطه چشمه رییسی ۱ در شهرستان خاش، بخش مرکزی، دهستان سنگان، ۱ کیلومتری جنوب روستای جکور واقع شده و این اثر در تاریخ ۱۲ دی ۱۳۸۶ با شمارهٔ ثبت ۲۰۳۶۵ به‌عنوان یکی از آثار ملی ایران به ثبت رسیده است.